# 刘纪原
刘纪原（1933年—），男，山西兴县人，中华人民共和国政治人物。刘亚雄之子、刘少白之外孙。

## 生平
早年进入哈尔滨四中，后留学苏联莫斯科包曼高等工业学院，学习自动控制系导弹控制专业。1960年回国进入国防部第五研究院、第七机械工业部第一研究院第十二所。1978年，任所长。1983年，任中华人民共和国航天工业部副部长。1993年，改任中国航天工业总公司总经理、国家载人航天工程副总指挥。1998年3月，第九届全国人大第一次会议上，他当选全国人民代表大会常务委员会委员。

## 荣誉

### 外国勋章奖章
- 国家科学功绩大十字勋章（巴西，1999年4月27日于北京颁发[6]）

### 奖项
2011年获得国际宇航科学院冯·卡门奖